# Subacquea industriale
Sono attività della subacquea industriale (in inglese commercial diving) tutte quelle che prevedono lo svolgimento di lavorazioni in immersione in acque marittime o interne, nel campo delle costruzioni di opere civili, energetiche e portuali, della cantieristica navale, della bonifica e manutenzione di fondali ed opere marittime, del recupero di relitti, nell'acquacoltura, dell'industria energetica e di estrazione di idrocarburi offshore e, più in generale, di ogni tipo di lavorazione subacquea.
Le immersioni degli addetti al settore sono perciò svolte a titolo professionale, ancorché vadano tenute distinte (per regime giuridico, tecniche e strumenti di lavoro) dalle attività subacquee svolte dagli altri sommozzatori e palombari che operano per conto di forze armate e corpi dello Stato, da quelle della subacquea scientifica e da quelle di guide, istruttori ed altri professionisti che operano nella subacquea sportiva e ricreativa.

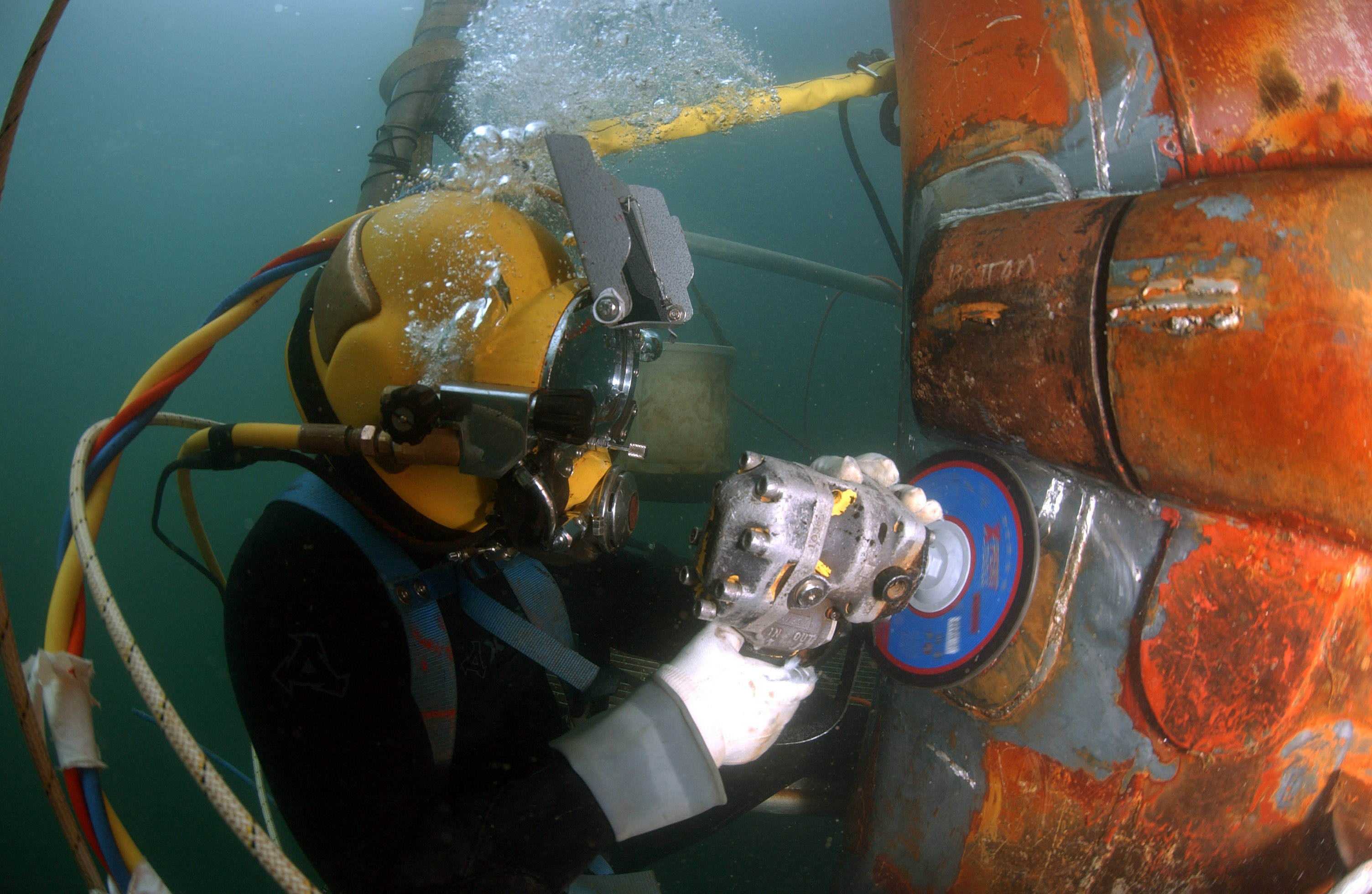
Un sommozzatore impegnato nella manutenzione di uno scafo, operazione fra quelle tipiche della subacquea industriale

## Tipologie di immersione
In funzione della localizzazione e della quota batimetrica le immersioni lavorative industriali si classificano come:
- portuali (harbour diving), svolte nell'ambito portuale e nelle relative adiacenze dagli operatori tecnici subacquei (OTS)
- in acque interne (inland diving) ed in acque marittime (inshore diving) fino alla profondità di 30 metri
- per profondità superiori, che impongono l'impiego di dispositivi per la discesa e risalita dei sommozzatori (campane aperte e LARS), si parla di immersioni offshore (Offshore air diving)
- oltre la profondità di 50 metri (c.d. alto fondale) l'elevata pressione impone di operare in regime di saturazione (Offshore sat diving) e l'impiego di Camera di decompressione

Particolari procedure ed attrezzature (ad esempio mute stagne) sono prescritte laddove, anche a prescindere dalla profondità, le immersioni si svolgano in acque inquinate (hazmat diving).
Sempre in ragione della tipologia di lavori da svolgere e della profondità le immersioni possono prevedere l'utilizzo di tecniche SCUBA o mediante aria/miscele gassose da superficie (SSD), di mute rigide a pressione atmosferica (ADS) e di vari strumenti per l'immersione e l'esecuzione delle lavorazioni.

## Lavorazioni
Tra le mansioni tipicamente svolte dai subacquei industriali rientrano:
- rilevamenti, tracciamenti e ricognizioni di opere ed impianti in acque marittime, lacustri, fluviali e corpi idrici artificiali
- installazione, manutenzione e rimozione di manufatti metallici (ad esempio tubazioni), opere portuali (corpi morti, catenarie, sorgitori)
- lavorazioni metalmeccaniche su scafi navali e rimozione di relitti
- installazione, manutenzione, rimozione di reti per acquacoltura ed operazioni subacquee connesse al ciclo produttivo

In ragione della differente tipologia di lavori da svolgere ai commercial divers sono richieste competenze ed abilità in materia di taglio, saldatura e carpenteria subacquea, di primo soccorso (diver medic) e, dove previsto, di interventi speciali (ad esempio bonifica di ordigni bellici).
Rientrano nel campo della subacquea industriale anche le operazioni svolte tramite sottomarini a comando remoto (ROV). Inoltre sono riconducibili al comparto in senso generale, per la tecnica e la qualificazione richiesta, le attività di pesca subacquea professionale operate a grande profondità, quali quelle legate alla raccolta del corallo in alto fondale.

## Normativa

### Italia
Il settore della subacquea industriale sconta in Italia l'assenza di un quadro normativo organico. Limitatamente alle aree portuali ed alle relative adiacenze l'attività, riservata agli OTS, trova una minima regolamentazione nell'ambito delle norme di esecuzione (articoli da 204 a 207) del Codice della navigazione e nel decreto del Ministro della marina mercantile 13 gennaio 1979.
Per le attività svolte su piattaforme offshore per l'estrazione di idrocarburi una limitata disciplina è rinvenibile nel DPR 886/1979, integrato a partire dal 2012 con le previsioni in materia di "buona tecnica" indicate dallo standard tecnico UNI 11366.
Nell'ambito delle proprie prerogative legislative la Regione siciliana ha introdotto con la propria legge 7/2016 le qualifiche professionali (ed i relativi percorsi formativi allineati agli standard internazionali IDSA) per le attività subacquee svolte fuori dagli ambiti portuali (inshore, offshore e alto fondale) ed ha istituito un Repertorio telematico (unico a livello nazionale) dei commercial divers finalizzato a facilitare l'incontro fra domanda ed offerta di lavoro nel settore ed il riconoscimento delle relative competenze ed abilità degli operatori.
Analogamente la Regione Friuli-Venezia Giulia ha adottato nel 2025 una propria legge in materia, che mutua le previsioni di quella siciliana anche in riferimento agli standard formativi IDSA.

### Svizzera
A livello federale la disciplina del lavoro subacqueo è contenuta nell'Ordinanza sulla sicurezza dei lavoratori nei lavori in condizioni di sovrappressione del 15 aprile 2015, che fissa, fra l'altro, i requisiti tecnici ed organizzativi per lo svolgimento delle immersioni e la loro durata massima.